# Carbonized
Carbonized foi uma banda sueca de death e progressive metal.
A banda foi formada por Lars Rosenberg em 1988, com o vocalista do Dismember, Matti Kärki, e o baterista Piotr Wawrzeniuk. O trio foi completo por Christofer Johnsson, do Therion, que inicialmente concordou apenas em fazer sessões de guitarra, mas acabou se tornando um membro em tempo integral.
O Carbonized nunca se separou oficialmente, mas deixou de estar ativa após gravar o álbum Screaming Machines, em 1994 (lançado em 1996).
Em 2024, seu álbum Disharmonization foi eleito pela Loudwire como um dos 10 álbuns de metal progressivo mais "esquisitos" de todos os tempos.

## Membros

### Actuais
- Christofer Johnsson – guitarra, vocais
- Lars Rosenberg – baixo, vocais
- Piotr Wawrzeniuk – bateria

### Fundadores
- Matti Kärki –  vocais
- Jonas Derouche – vocais, guitarra
- Markus Rüdén – bateria
- Stefan Ekström – guitarra
- Per Ax – bateria
- Henrik Brynolfsson – guitarra

## Discografia
- 1989 – Au-To-Dafe (demo)
- 1990 – Recarbonized
- 1991 – Cronology of Death (split)
- 1991 – For the Security
- 1992 – Promo '92 (demo)
- 1993 – Disharmonization
- 1996 – Screaming Machines